# アタック530
『アタック530』（あたっく ごうさんまる）は、関西テレビで1986年4月6日から1997年3月30日までに放送された日曜日夕方の関西ローカルワイドニュース番組。『アタック600』の日曜版である。

## 番組概要
- 正式なタイトルは『FNN KTVアタック530』 → 『FNNアタック530』である。

## 主な番組進行
- 17:30- オープニング、東京のスタジオから全国ニュース、スポーツニュース（中断CMあり）
- 17:50- 関西ローカルニュース、ニュースアップ、天気予報、エンディング

※コーナー切り替えごとにCMが入る。

## メインキャスター
- 岡本栄
- 杉山一雄、ほか

## 放送時間
- 1986年4月6日 - 1997年3月30日 17:30-18:00